# Never Shout Never

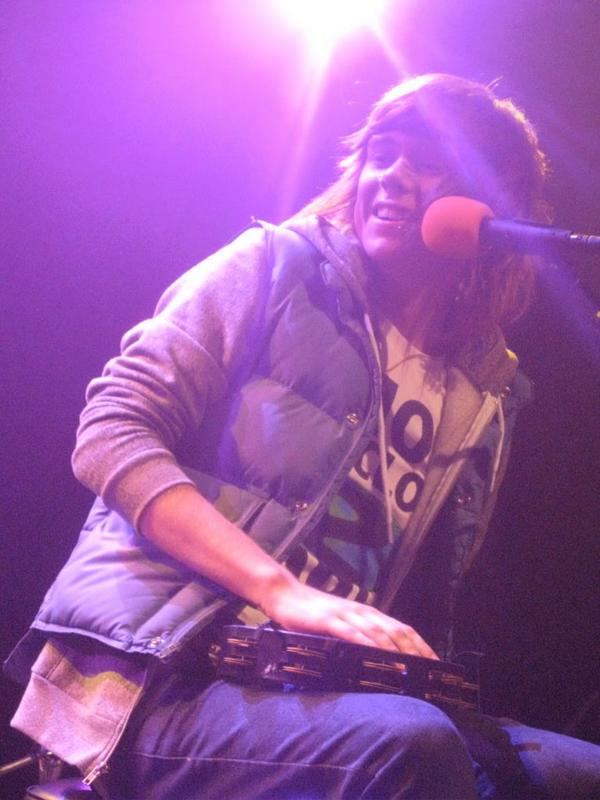
Christofer Drew

Never Shout Never är ett amerikanskt Indie pop-band som bildades i Joplin, Missouri år 2007. Bandet har släppt fyra album och nio ep. Christofer Drew började att skapa musik under namnet Never Shout Never år 2007, men senare har bandet fått flera medlemmar.

## Diskografi

### Album
- What is Love? (Sire, 2010)
- Harmony (Sire, 2010)
- Time Travel (Sire, 2011)
- Indigo (Sire, 2012)

### EP
- The Summer EP (23 juni 2009)
- Me & My Uke EP (27 januari 2009)
- The Yippee EP (29 juli 2008)
- demo-shmemo (29 februari 2008)

### Singlar
- "Happy" (3 mars 2009)
- "30days" (17 november 2008)
- "Bigcitydreams" (augusti 2008) Hot 100 Singles Sales #1[1]